# Anton Balasingham
Anton Balasingham (Batticaloa, 4 marzo 1938 – Londra, 14 dicembre 2006) è stato un giornalista e traduttore singalese.
È stato capo-negoziatore per il movimento separatista tamil delle Tigri Tamil e un influente consigliere del leader delle Tigri, Velupillai Prabhakaran.
| Controllo di autorità | VIAF (EN) 67807083 · ISNI (EN) 0000 0000 6342 5226 · LCCN (EN) n82054050 · GND (DE) 1146614829 |